# ナビエ–ストークス方程式の解の存在と滑らかさ
ナビエ–ストークス方程式の解の存在と滑らかさ（ナビエ–ストークスほうていしきのかいのそんざいとなめらかさ、英語: Navier–Stokes existence and smoothness）問題は、（例えば乱流のような）流体力学の重要な柱の一つであるナビエ-ストークス方程式の解の数学的性質に関連している。
これらの方程式は空間の中の流体（つまり、液体や気体）の運動を記述する。ナビエ–ストークス方程式の解は、多くの実践的な応用で使われる。しかしながら、これらの方程式の理論的な理解は不完全である。特に、ナビエ–ストークス方程式の解は、乱流となることがあり、科学や工学に対し計り知れない重要性があるにもかかわらず、乱流は最も難しい物理学の未解決問題の一つとして残っている。
ナビエ–ストークス方程式の解の基本的（そして一見して直感的な）性質さえ、証明されていない。方程式の 3次元の系について初期条件が与えられたとき、滑らかな解が常に存在すること、あるいはその反例が存在することのいずれも証明されていない。この問題を、ナビエ–ストークス方程式の解の存在と滑らかさの問題という。
ナビエ–ストークス方程式の理解が、乱流のとらえどころのない現象の理解という第一段階と考えられているので、Clay Mathematics Institute（クレイ数学研究所）は2000年5月にこの問題を、数学の 7つのミレニアム懸賞問題の一つとした。最初にこの問題の解を与えたものに$1,000,000を賞金として進呈すると約束した。

## ナビエ-ストークス方程式
数学では、ナビエ-ストークス方程式は、任意の大きさの抽象的なベクトル場の非線型偏微分方程式系である。物理学や工学では、連続体力学を使った非圧縮な気体、もしくは液体を主とした流体（つまり、粒子の平均自由行程が十分に短く、単なる粒子の集まりではない連続体として扱えるもの）の運動のモデル化した方程式の系である。 この方程式はニュートンの第二法則に対応し、力を粘性を持ったニュートン流体にかかる圧力、粘性応力および外力の寄与の和としてモデル化している。クレイ数学研究所によって提起されている問題の設定は、3次元の非圧縮で等質な流体に対してであり、以下のような条件についてのみ考えるものである。
{\displaystyle \mathbf {v} ({\boldsymbol {x}},t)} を流体の速度の 3次元のベクトル場とし、{\displaystyle p({\boldsymbol {x}},t)} を流体の圧力の場とする。 ナビエ-ストークス方程式は、
{\displaystyle {\frac {\partial \mathbf {v} }{\partial t}}+(\mathbf {v} \cdot \nabla )\mathbf {v} =-\nabla p+\nu \Delta \mathbf {v} +\mathbf {f} ({\boldsymbol {x}},t)}
である。ここに {\displaystyle \nu >0} は動粘性係数、{\displaystyle \mathbf {f} ({\boldsymbol {x}},t)} は外力項、{\displaystyle \nabla } は勾配(gradient)作用素であり、{\displaystyle \displaystyle \Delta } はラプラス作用素で {\displaystyle \nabla \cdot \nabla } とも書く。この方程式は3次元ベクトル方程式であるので、3つのスカラー方程式を連立したものとして表現される。速度と外力の各成分を書き下すと、
{\displaystyle \mathbf {v} ({\boldsymbol {x}},t)={\big (}\,v_{1}({\boldsymbol {x}},t),\,v_{2}({\boldsymbol {x}},t),\,v_{3}({\boldsymbol {x}},t)\,{\big )}\,,\qquad \mathbf {f} ({\boldsymbol {x}},t)={\big (}\,f_{1}({\boldsymbol {x}},t),\,f_{2}({\boldsymbol {x}},t),\,f_{3}({\boldsymbol {x}},t)\,{\big )}}
となるので、各々の {\displaystyle i=1,2,3} に対し、対応する成分のナビエ-ストークス方程式
{\displaystyle {\frac {\partial v_{i}}{\partial t}}+\sum _{j=1}^{3}v_{j}{\frac {\partial v_{i}}{\partial x_{j}}}=-{\frac {\partial p}{\partial x_{i}}}+\nu \sum _{j=1}^{3}{\frac {\partial ^{2}v_{i}}{\partial x_{j}^{2}}}+f_{i}({\boldsymbol {x}},t)}
が存在する。
速度 {\displaystyle \mathbf {v} ({\boldsymbol {x}},t)} と圧力 {\displaystyle p({\boldsymbol {x}},t)} は未知数である。3次元では、3つの方程式と 4つの未知数（速度ベクトルの3つの成分と圧力）があるので、追加の方程式が必要である。この場合に加えるべき式は、流体の非圧縮性を記述する、次のような連続の方程式
{\displaystyle \nabla \cdot \mathbf {v} =0.}
である。この性質のおかげで、ナビエ-ストークス方程式の解は、発散のない（つまり、湧出点も排出点もない）関数の集合の中に探し求めることができる。この等質な媒体の流れについて、密度と粘性は一定である。 
圧力 {\displaystyle p({\boldsymbol {x}},t)} は、勾配のみが方程式中に出現するため、式の両辺の回転 {\displaystyle {\rm {curl}}} を取ることによって消去することができる。この場合には、ナビエ-ストークス方程式は渦度輸送方程式（vorticity-transport equation）に簡約できる。

ナビエ-ストークス方程式は非線形であるため、単純な線形の関係を持っていない。つまり、この方程式は通常の線形方程式系におけるテクニックでは解くことができず、代わりにより高度な方法を用いなければならない。この非線形性こそが衝撃波の形成のような複雑な流れを含めた幅広い流体力学における現象の記述を可能としている。
ナビエ-ストークス方程式の非線形性について理解する方法の一つは、{\displaystyle (\mathbf {v} \cdot \nabla )\mathbf {v} } という項について考察することである。この項は速度ベクトル {\displaystyle \mathbf {v} } と勾配作用素 {\displaystyle \nabla } の積であり、流体の加速度について記述する。勾配作用素は線形作用素なので、項 {\displaystyle (\mathbf {v} \cdot \nabla )\mathbf {v} } は速度ベクトル {\displaystyle \mathbf {v} } についての非線形項となっている。このことは、流体の加速度が速度ベクトルの大きさと向き、そして流体内の速度の空間分布に依存することを示している。
他にも、ナビエ-ストークス方程式の非線形性は圧力項 {\displaystyle -{\frac {1}{\rho }}\nabla p} によっても齎される。流体の圧力は流体の密度と圧力勾配に依存して決定されるため、この項は圧力についての非線形性を持つ。
より明示的にこのことを示すには、密度 {\displaystyle \rho } および流速 {\displaystyle \mathbf {v_{0}} } の一様流れのなかに半径 {\displaystyle R} の円形の障害物を置いた場合について考えれば良い。{\displaystyle \mathbf {v} (\mathbf {x} ,t)} を位置 {\displaystyle \mathbf {x} } および時間 {\displaystyle t} における流速とし、同様に {\displaystyle p(\mathbf {x} ,t)} を位置 {\displaystyle \mathbf {x} } および時間 {\displaystyle t} における圧力とする。
この場合のナビエ-ストークス方程式は次のようになる。
{\displaystyle {\frac {\partial \mathbf {v} }{\partial t}}+(\mathbf {v} \cdot \nabla )\mathbf {v} =-{\frac {1}{\rho }}\nabla p+\nu \Delta \mathbf {v} }
{\displaystyle \nabla \cdot \mathbf {v} =0}
ここで {\displaystyle \nu } は流体の動粘性係数である。
この流れが定常状態（つまり、流速と圧力は時間変化しない）であると仮定すれば、時間微分項が消去できる。
{\displaystyle (\mathbf {v} \cdot \nabla )\mathbf {v} =-{\frac {1}{\rho }}\nabla p+\nu \Delta \mathbf {v} }
{\displaystyle \nabla \cdot \mathbf {v} =0}
いま、円形の障害物付近の流れについて考察する。この領域には障害物が存在するため、（流れが通ることのできる空間が狭まった結果として）周辺の流速は一様流れの流速 {\displaystyle \mathbf {v_{0}} } よりも速くなる。このことにより、ナビエ-ストークス方程式には流速に比例するような非線形項 {\displaystyle (\mathbf {v} \cdot \nabla )\mathbf {v} } が齎される。
同時に、障害物の存在は障害物に近いほど高く、離れれば低くなるような圧力勾配を生み出す。このことは、あらゆる面を通過する流体の質量が流れ全体で一定であることを要求する連続の式について考えれば理解できる。障害物付近では流速が速まるため、単位時間に通過する質量は障害物の近くの点のほうが、障害物の遠くの点よりも多くなってしまう。しかし、障害物に近いほど高く、離れれば低くなるような圧力勾配があれば、単位時間に通過する流体の質量が流れ全体で一定となるように補正できる。
これらの非線形効果の結果として、このような場合におけるナビエ-ストークス方程式を解析的に解くことが困難となっており、近似解法や数値解法によらなければ流れ場の流速分布や圧力分布を得ることができない。流速場 {\displaystyle \mathbf {v} (x,t)} および圧力場 {\displaystyle p(x,t)} で表されるような矩形領域における2次元流れについて考察すると、有限要素法を用れば次のようなベクトル場のナビエ-ストークス方程式を解くことができる。
{\displaystyle {\frac {\partial u}{\partial t}}+u{\frac {\partial u}{\partial x}}+v{\frac {\partial u}{\partial y}}=-{\frac {1}{\rho }}{\frac {\partial p}{\partial x}}+\nu \left({\frac {\partial ^{2}u}{\partial x^{2}}}+{\frac {\partial ^{2}u}{\partial y^{2}}}\right)+f_{x}(x,y,t)}
解析するために、矩形領域をより小さな要素の系列に分割し、ベクトル場を次のように表現する。
{\displaystyle u(x,y,t)=\sum _{i=1}^{N}U_{i}(t)\phi _{i}(x,y)}
ここで {\displaystyle N} は要素数であり、 {\displaystyle \phi _{i}(x,y)} はそれぞれの要素に関連付けられた形状関数である。この表現をナビエ-ストークス方程式に置き換えて有限要素法を適用すれば、次のような常微分方程式系が得られる。
{\displaystyle {\frac {dU_{i}}{dt}}=-{\frac {1}{\rho }}\sum _{j=1}^{N}\left({\frac {\partial p}{\partial x}}\right)_{j}\int _{\Omega }\phi _{j}{\frac {\partial \phi _{i}}{\partial x}}d\Omega +\nu \sum _{j=1}^{N}\int _{\Omega }\left({\frac {\partial ^{2}u}{\partial x^{2}}}\right)_{j}\phi _{j}{\frac {\partial ^{2}\phi _{i}}{\partial x^{2}}}d\Omega +\int _{\Omega }f_{x}\phi _{i}d\Omega }
ここで {\displaystyle \Omega } は領域を表しており、積分 {\displaystyle \int _{\Omega }} はこの領域全体に亘って積分することを意味する。この常微分方程式系は有限要素法やスペクトル法のようなテクニックを使えば解くことができる。
ここでは、有限要素法を使う。これを解くには、時間間隔 {\displaystyle [t_{0},t_{f}]} を小さな時間ステップに分割し、それぞれの時間ステップで有限差分法を用いて微分を近似する。
{\displaystyle {\frac {U_{i+1}-U_{i}}{\Delta t}}\approx -{\frac {1}{\rho }}\sum _{j=1}^{N}\left({\frac {\partial p}{\partial x}}\right)_{j}\int _{\Omega }\phi _{j}{\frac {\partial \phi _{i}}{\partial x}}d\Omega +\nu \sum _{j=1}^{N}\int _{\Omega }\left({\frac {\partial ^{2}u}{\partial x^{2}}}\right)_{j}\phi _{j}{\frac {\partial ^{2}\phi _{i}}{\partial x^{2}}}d\Omega +\int _{\Omega }f_{x}\phi _{i}d\Omega }
ここで {\displaystyle \Delta t=t_{i+1}-t_{i}} は時間ステップの大きさであり、 {\displaystyle U_{i}} と {\displaystyle t_{i}} は {\displaystyle U_{i}} と {\displaystyle t} の時間ステップ {\displaystyle i} における値である。
この近似を使えば、全ての時間ステップに亘って反復的に計算し、各時間ステップにおける {\displaystyle U_{i}} の値を求めることができる。例えば、時間ステップ {\displaystyle i} から始めて上述の近似を用いれば、時間ステップ {\displaystyle i+1} における {\displaystyle U_{i}} の値は以下の通り求まる。
{\displaystyle U_{i+1}=U_{i}+\Delta t\cdot \left(-{\frac {1}{\rho }}\sum _{j=1}^{N}\left({\frac {\partial p}{\partial x}}\right)_{j}\int _{\Omega }\phi _{j}{\frac {\partial \phi _{i}}{\partial x}}d\Omega +\nu \sum _{j=1}^{N}\int _{\Omega }\left({\frac {\partial ^{2}u}{\partial x^{2}}}\right)_{j}\phi _{j}{\frac {\partial ^{2}\phi _{i}}{\partial x^{2}}}d\Omega +\int _{\Omega }f_{x}\phi _{i}d\Omega \right)_{}}
この過程は開始時刻 {\displaystyle t_{0}} から始めて、最終時刻 {\displaystyle t_{f}} に達するまで繰り返すことができる。
他にも常微分方程式を解く様々な手法が存在し、それぞれ利点と欠点がある。どの手法が最も有効かは、解きたい方程式と求める解の精度と計算効率によって異なる。

## 2つの設定：非有界空間と周期的な空間
100万ドル賞であるナビエ-ストークス方程式の解の存在と滑らかさ問題には、2つの異なった設定がある。もともとの問題は、{\displaystyle \mathbb {R} ^{3}} の空間全体の中（の問題）であり、これには初期値と解の増大性の振る舞いに余剰な条件を必要とする。無限遠点での問題を度外視するために、ナビエ-ストークス方程式は周期的なフレームワークでの設定が可能であり、このことはもはや {\displaystyle \mathbb {R} ^{3}} の空間全体ではなく、3次元トーラス {\displaystyle \mathbb {T} ^{3}=\mathbb {R} ^{3}/\mathbb {Z} ^{3}} の中での問題である。別々にわけて取り扱うことにする。

## 全体の空間での問題

### 前提条件と増大条件
初期条件 {\displaystyle \mathbf {v} _{0}(x)} は滑らかであり、発散のない函数（滑らかな函数を参照）であり、任意の多重指数 {\displaystyle \alpha }（多重指数を参照）と {\displaystyle K>0} に対して、定数 {\displaystyle C=C(\alpha ,K)>0} が存在して（すなわち、この「定数」は {\displaystyle \alpha } と K に依存する）、
全ての {\displaystyle \qquad x\in \mathbb {R} ^{3}} に対し、{\displaystyle \vert \partial ^{\alpha }\mathbf {v_{0}} (x)\vert \leq {\frac {C}{(1+\vert x\vert )^{K}}}\qquad } であることを前提とする。
外力 {\displaystyle \mathbf {f} (x,t)} は同様に滑らかであることを前提とし、次の似たような不等式を満たす（ここでは、多重指数は同様に時間微分を意味する）。
全ての {\displaystyle \qquad (x,t)\in \mathbb {R} ^{3}\times [0,\infty )} に対し、{\displaystyle \vert \partial ^{\alpha }\mathbf {f} (x,t)\vert \leq {\frac {C}{(1+\vert x\vert +t)^{K}}}\qquad } となる。
物理的に合理的条件のため、期待される解のタイプは {\displaystyle \vert x\vert \to \infty } ほどは増大度を持たない滑らかな函数とする。詳しくは、次の前提を設定する。
1. {\displaystyle \mathbf {v} (x,t)\in \left[C^{\infty }(\mathbb {R} ^{3}\times [0,\infty ))\right]^{3}\,,\qquad p(x,t)\in C^{\infty }(\mathbb {R} ^{3}\times [0,\infty ))}
2. ある定数 {\displaystyle E\in (0,\infty )} が存在し、全ての {\displaystyle t\geq 0} に対し {\displaystyle \int _{\mathbb {R} ^{3}}\vert \mathbf {v} (x,t)\vert ^{2}dx<E} となる。

条件 1 は函数が滑らかで大域的定義されていることを意味し、条件 2 は解の運動エネルギーが大域的に有界であることを意味する。

### 空間全体での予想
(A) {\displaystyle \mathbb {R} ^{3}} でのナビエ-ストークス方程式の解の存在と滑らかさ
{\displaystyle \mathbf {f} (x,t)\equiv 0} とする。上に述べた前提を満たす初期条件 {\displaystyle \mathbf {v} _{0}(x)} に対し、滑らかで大域的に定義されたナビエ-ストークス方程式の解が存在する。すなわち、速度ベクトル {\displaystyle \mathbf {v} (x,t)} と圧力 {\displaystyle p(x,t)} が存在し、上の条件 1 と 2 を満たす。
(B) {\displaystyle \mathbb {R} ^{3}} でナビエ-ストークス方程式を解けないこと
上の条件 1 と 2 を満たす解 {\displaystyle \mathbf {v} (x,t)} と {\displaystyle p(x,t)} が存在しないような初期条件 {\displaystyle \mathbf {v} _{0}(x)} と外力 {\displaystyle \mathbf {f} (x,t)} が存在する。

## 周期的条件の問題

### 前提条件
ここでは、問題の函数を周期 1 の空間変数の周期性を持っているとする。さらに詳しくは、次のように {\displaystyle e_{i}} を i-方向の単位ベクトルとする。
{\displaystyle e_{1}=(1,0,0)\,,\qquad e_{2}=(0,1,0)\,,\qquad e_{3}=(0,0,1).}
{\displaystyle \mathbf {v} (x,t)} は、全ての {\displaystyle i=1,2,3} に対して、次が成立する場合、周期的である。
全ての {\displaystyle (x,t)\in \mathbb {R} ^{3}\times [0,\infty )} に対し、{\displaystyle \mathbf {v} (x+e_{i},t)=\mathbf {v} (x,t)} となる。
座標を mod 1で考えることに注意する。これは空間全体 {\displaystyle \mathbb {R} ^{3}} ではうまくいかないが、3次元トーラスである次の商空間上ではうまくいく。
{\displaystyle \mathbb {T} ^{3}=\{(\theta _{1},\theta _{2},\theta _{3}):0\leq \theta _{i}<2\pi \,,\quad i=1,2,3\}.}
ここで初めて、前提条件を取り出して記述することができる。初期条件 {\displaystyle \mathbf {v} _{0}(x)} は滑らかで発散のない函数であることを前提とし、外力 {\displaystyle \mathbf {f} (x,t)} も同様に滑らかであることを前提とする。物理的に適切な解のタイプは、次の条件を満たす解である。
3. {\displaystyle \mathbf {v} (x,t)\in \left[C^{\infty }(\mathbb {T} ^{3}\times [0,\infty ))\right]^{3}\,,\qquad p(x,t)\in C^{\infty }(\mathbb {T} ^{3}\times [0,\infty ))}
4. ある定数 {\displaystyle E\in (0,\infty )} が存在し、全ての {\displaystyle t\geq 0} に対し、{\displaystyle \int _{\mathbb {T} ^{3}}\vert \mathbf {v} (x,t)\vert ^{2}dx<E} となる。
前の場合と全く同様に、条件 3 は函数が滑らかで大域的に定義されていることを意味し、条件 4 は解の運動方程式が大域的に有界であることを意味する。

### 周期的な場合の問題
(C) {\displaystyle \mathbb {T} ^{3}} でのナビエ–ストークス方程式の解の存在と滑らかさ
{\displaystyle \mathbf {f} (x,t)\equiv 0} とする。上でのべた前提条件を満たす初期条件 {\displaystyle \mathbf {v} _{0}(x)} に対し、滑らかで大域的に定義されたナビエ–ストークス方程式の解が存在する、つまり、速度ベクトル {\displaystyle \mathbf {v} (x,t)} と圧力 {\displaystyle p(x,t)} が存在し、上の条件 3 と 4 を満たす。
(D) {\displaystyle \mathbb {T} ^{3}} でナビエ–ストークス方程式が解けないこと
上の条件 3 と 4 を満たす解 {\displaystyle \mathbf {v} (x,t)} と {\displaystyle p(x,t)} が存在しないような初期条件 {\displaystyle \mathbf {v} _{0}(x)} と外力 {\displaystyle \mathbf {f} (x,t)} が存在する。

## 部分的結果
1. 1960年以来、2次元のナビエ–ストークスの問題は既に解けている。滑らかな大域的に定義された解は存在する[2]。
2. 初期速度 {\displaystyle \mathbf {v} (x,t)} が充分小さい場合は、予想は正しい。ナビエ–ストークス方程式には滑らかで大域的に定義された解が存在する[1]。
3. 初期速度 {\displaystyle \mathbf {v} _{0}(x)} が与えられると、{\displaystyle \mathbf {v} _{0}(x)} に依存した有限時刻 T が存在し、{\displaystyle \mathbb {R} ^{3}\times (0,T)} 上のナビエ–ストークス方程式は、滑らかな解 {\displaystyle \mathbf {v} (x,t)} と {\displaystyle p(x,t)} を持つ。「爆発時刻」T を超えての解が存在するか否かはしられていない[1]。
4. 1934年、ジャン・ルレイは、平均値で方程式を満たすがポイントワイズ（英語版）(pointwise)ではない、いわゆるナビエ–ストークス方程式の弱解の存在を証明した[3]。
5. 2016年、テレンス・タオは平均化された三次元ナビエ–ストークス方程式における有限時間爆発解を発表した。彼は、この結果によりナビエ–ストークス方程式の大域的正則性問題の "supercriticality barrier" が定式化できること、およびこの証明手法がナビエ–ストークス方程式の爆発解を構成する為の手がかりとなることを主張した[4]。